# Trinidad Cardona
Trinidad Cardona (Phoenix, Arizona; 23 de mayo de 1999)es un cantante, personalidad de internet y compositor estadounidense. Es de ascendencia mexicana y afroamericana.

## Trayectoria
Trinidad Cardona nació el 23 de mayo de 1999 en Phoenix, Arizona, Estados Unidos.
Su padre fue condenado a prisión cuando él tenía cuatro años. Tras esto, su madre inició una relación con una mujer puertorriqueña y ambas lo criaron juntas.
Tiene ascendencia mexicana por parte de su madre y afroamericana por parte de su padre.

### 2017-2019: inicios de su carrera yJennifer
Cardona mostró interés por la música desde muy joven. Empezó a componer canciones a los de 16 años de edad. En 2017, grabó con sus amigos una interpretación musical inacabada titulada como «Jennifer». Al publicarse en Facebook, los espectadores le animaron a completarla, por lo que ese mismo año Cardona volvió a subir una versión completa, acumulando casi 7 millones de visitas. A medida que su canción se volvió popular, algunos artistas como Gucci Mane y Kelly Rowland difundieron el video por la red. 
En 2018 lanzó su otro tema estrella, «Dinero», que acumuló más de 56 Millones de Visitas en Youtube.
Unos meses después, Cardona firmó un contrato con Island Records y lanzó su primer EP, «Jennifer», y otros temas como «Ready» y «You Are Mine». Tras el éxito de esta canción, publicó un disco con el sencillo «Ready Your Are Mine». En 2019, lanzó una versión de «Intentions», originalmente de Justin Bieber.

### 2022-presente: Comienza su reconocimiento
Cardona después lanzaría otro gran éxito, la canción «Love Me back». Además, se asoció con los cantantes Davido y Aisha para grabar el tema oficial de la Copa Mundial de Fútbol de 2022, con el sencillo Hayya Hayya (Better Together),que se llevó a cabo del 20 de noviembre al 18 de diciembre.

## Vida personal
A mediados de 2019 empezó a salir con la rapera y youtuber Meredith Reeves, con la que cantó en dúo el tema de «Liar». Ese mismo año, Cardona reemplazó su cabello afro por uno corto como un cambio para su imagen pública. En 2020, Reeves y Cardona hicieron pública su separación.